# Lengyelország a 2014. évi téli olimpiai játékokon
Lengyelország az oroszországi Szocsiban megrendezett 2014. évi téli olimpiai játékok egyik részt vevő nemzete volt. Az országot az olimpián 11 sportágban 59 sportoló képviselte, akik összesen 6 érmet szereztek.

## Érmesek
| Érem  | Versenyző                                                                     | Sportág        | Versenyszám              |
| ----- | ----------------------------------------------------------------------------- | -------------- | ------------------------ |
| Arany | Zbigniew Bródka                                                               | Gyorskorcsolya | Férfi 1500 m             |
| Arany | Justyna Kowalczyk                                                             | Sífutás        | Női 10 km                |
| Arany | Kamil Stoch                                                                   | Síugrás        | Férfi egyéni, normálsánc |
| Arany | Kamil Stoch                                                                   | Síugrás        | Férfi egyéni, nagysánc   |
| Ezüst | Katarzyna Bachleda-Curuś Natalia Czerwonka Luiza Złotkowska Katarzyna Woźniak | Gyorskorcsolya | Női csapat               |
| Bronz | Zbigniew Bródka Konrad Niedźwiedzki Jan Szymański                             | Gyorskorcsolya | Férfi csapat             |

## Alpesisí
Férfi
| Versenyző          | Versenyszám            | 1. futam      | 1. futam      | 2. futam      | 2. futam      | Összesítés | Összesítés |
| Versenyző          | Versenyszám            | Idő           | Hely.         | Idő           | Hely.         | Idő        | Helyezés   |
| ------------------ | ---------------------- | ------------- | ------------- | ------------- | ------------- | ---------- | ---------- |
| Maciej Bydliński   | Szuperóriás-műlesiklás |               |               |               |               | 1:22,51    | 38.        |
| Maciej Bydliński   | Műlesiklás             | nem ért célba | nem ért célba | kiesett       | kiesett       | kiesett    | kiesett    |
| Michał Jasiczek    | Műlesiklás             | 52,88         | 45.           | 1:00,60       | 22.           | 1:53,48    | 23.        |
| Mateusz Garniewicz | Műlesiklás             | 54,93         | 53.           | nem ért célba | nem ért célba | kiesett    | kiesett    |

| Versenyző        | Versenyszám | Lesiklás | Lesiklás | Műlesiklás    | Műlesiklás    | Összesítés | Összesítés |
| Versenyző        | Versenyszám | Idő      | Hely.    | Idő           | Hely.         | Idő        | Helyezés   |
| ---------------- | ----------- | -------- | -------- | ------------- | ------------- | ---------- | ---------- |
| Maciej Bydlinski | Összetett   | 1:57,36  | 35.      | nem ért célba | nem ért célba | kiesett    | kiesett    |

Női
| Versenyző               | Versenyszám            | 1. futam      | 1. futam      | 2. futam | 2. futam | Összesítés    | Összesítés    |
| Versenyző               | Versenyszám            | Idő           | Hely.         | Idő      | Hely.    | Idő           | Helyezés      |
| ----------------------- | ---------------------- | ------------- | ------------- | -------- | -------- | ------------- | ------------- |
| Karolina Chrapek        | Lesiklás               |               |               |          |          | 1:46,90       | 33.           |
| Karolina Chrapek        | Műlesiklás             | nem ért célba | nem ért célba | kiesett  | kiesett  | kiesett       | kiesett       |
| Karolina Chrapek        | Óriás-műlesiklás       | 1:23,89       | 36.           | 1:21,92  | 32.      | 2:45,81       | 33.           |
| Karolina Chrapek        | Szuperóriás-műlesiklás |               |               |          |          | nem ért célba | nem ért célba |
| Maryna Gąsienica-Daniel | Műlesiklás             | nem ért célba | nem ért célba | kiesett  | kiesett  | kiesett       | kiesett       |
| Maryna Gąsienica-Daniel | Óriás-műlesiklás       | 1:23,18       | 35.           | 1:22,32  | 34.      | 2:45,50       | 32.           |
| Maryna Gąsienica-Daniel | Szuperóriás-műlesiklás |               |               |          |          | nem ért célba | nem ért célba |
| Aleksandra Klus         | Műlesiklás             | nem ért célba | nem ért célba | kiesett  | kiesett  | kiesett       | kiesett       |

| Versenyző        | Versenyszám | Lesiklás | Lesiklás | Műlesiklás | Műlesiklás | Összesítés | Összesítés |
| Versenyző        | Versenyszám | Idő      | Hely.    | Idő        | Hely.      | Idő        | Helyezés   |
| ---------------- | ----------- | -------- | -------- | ---------- | ---------- | ---------- | ---------- |
| Karolina Chrapek | Összetett   | 1:47,28  | 28.      | 54,52      | 17.        | 2:41,80    | 17.        |

## Biatlon
Férfi
| Versenyző                                                      | Versenyszám            | Időeredmény | Lövőhiba    | Helyezés |
| -------------------------------------------------------------- | ---------------------- | ----------- | ----------- | -------- |
| Krzysztof Pływaczyk                                            | 10 km sprint           | 27:02,3     | 1 (0+1)     | 64.      |
| Krzysztof Pływaczyk                                            | 20 km egyéni indításos | 58:12,5     | 5 (3+0+1+1) | 77.      |
| Łukasz Szczurek                                                | 10 km sprint           | 27:57,2     | 2 (2+0)     | 77.      |
| Łukasz Szczurek                                                | 20 km egyéni indításos | 55:18,6     | 1 (0+0+1+0) | 51.      |
| Grzegorz Guzik                                                 | 10 km sprint           | 29:17,2     | 5 (4+1)     | 85.      |
| Grzegorz Guzik                                                 | 20 km egyéni indításos | 1:00:20,7   | 4 (1+2+0+1) | 86.      |
| Rafal Lepel                                                    | 10 km sprint           | 29:25,8     | 2 (1+1)     | 86.      |
| Łukasz Słonina                                                 | 20 km egyéni indításos | 1:00:29,5   | 3 (0+2+0+1) | 87.      |
| Krzysztof Pływaczyk Łukasz Szczurek Łukasz Słonina Rafał Lepel | 4 × 7,5 km váltó       | lekörözték  | 2+12        | 19.      |

Női
| Versenyző                                                                    | Versenyszám            | Időeredmény | Lövőhiba    | Helyezés |
| ---------------------------------------------------------------------------- | ---------------------- | ----------- | ----------- | -------- |
| Weronika Nowakowska-Ziemniak                                                 | 7,5 km sprint          | 21:37,6     | 1 (1+0)     | 7.       |
| Weronika Nowakowska-Ziemniak                                                 | 10 km üldözőverseny    | 31:25,4     | 2 (1+0+1+0) | 20.      |
| Weronika Nowakowska-Ziemniak                                                 | 12,5 km tömegrajtos    | 37:35,2     | 4 (1+0+2+1) | 19.      |
| Weronika Nowakowska-Ziemniak                                                 | 15 km egyéni indításos | 48:35,2     | 4 (1+1+2+0) | 31.      |
| Monika Hojnisz                                                               | 7,5 km sprint          | 21:55,1     | 0 (0+0)     | 21.      |
| Monika Hojnisz                                                               | 10 km üldözőverseny    | 31:14,0     | 2 (0+0+0+2) | 19.      |
| Monika Hojnisz                                                               | 12,5 km tömegrajtos    | 36:20,5     | 0 (0+0+0+0) | 5.       |
| Monika Hojnisz                                                               | 15 km egyéni indításos | 46:44,3     | 2 (1+0+0+1) | 12.      |
| Krystyna Pałka                                                               | 7,5 km sprint          | 22:27,8     | 1 (1+0)     | 33.      |
| Krystyna Pałka                                                               | 10 km üldözőverseny    | 32:56,3     | 3 (1+0+1+1) | 34.      |
| Krystyna Pałka                                                               | 12,5 km tömegrajtos    | 37:33,9     | 2 (1+0+1+0) | 18.      |
| Krystyna Pałka                                                               | 15 km egyéni indításos | 46:27,3     | 0 (0+0+0+0) | 10.      |
| Magdalena Gwizdoń                                                            | 7,5 km sprint          | 22:51,2     | 2 (1+1)     | 40.      |
| Magdalena Gwizdoń                                                            | 10 km üldözőverseny    | 33:14,3     | 2 (1+0+1+0) | 38.      |
| Magdalena Gwizdoń                                                            | 15 km egyéni indításos | 48:44,1     | 2 (1+1+0+0) | 32.      |
| Krystyna Pałka Magdalena Gwizdoń Weronika Nowakowska-Ziemniak Monika Hojnisz | 4 × 6 km váltó         | 1:12:34,4   | 4+8         | 10.      |

Vegyes
| Versenyző                                                            | Versenyszám  | Időeredmény | Lövőhiba | Helyezés |
| -------------------------------------------------------------------- | ------------ | ----------- | -------- | -------- |
| Krystyna Pałka Magdalena Gwizdoń Łukasz Szczurek Krzysztof Pływaczyk | Vegyes váltó | 1:13:36,0   | 0+6      | 13.      |

## Bob
Férfi
| Versenyző                                                    | Versenyszám | 1. futam | 1. futam | 2. futam | 2. futam | 3. futam | 3. futam | 4. futam | 4. futam | Összesítés | Összesítés |
| Versenyző                                                    | Versenyszám | Idő      | Hely.    | Idő      | Hely.    | Idő      | Hely.    | Idő      | Hely.    | Idő        | Helyezés   |
| ------------------------------------------------------------ | ----------- | -------- | -------- | -------- | -------- | -------- | -------- | -------- | -------- | ---------- | ---------- |
| Dawid Kupczyk* Paweł Mróz                                    | Kettes      | 57,90    | 26.      | 58,07    | 27.      | 57,98    | 27.      | kiesett  | kiesett  | 2:53,95    | 25.        |
| Dawid Kupczyk* Paweł Mróz Michal Kasperowicz Daniel Zalewski | Négyes      | 56,57    | 28.      | 56,45    | 27.      | 56,47    | 25.      | kiesett  | kiesett  | 2:49,49    | kizárták   |

* – a bob vezetője

## Északi összetett
| Versenyző    | Versenyszám        | Síugrás | Síugrás | Síugrás | Síugrás    | Sífutás | Összesítés | Összesítés |
| Versenyző    | Versenyszám        | Táv     | Pont    | Hely.   | Időhátrány | Idő     | Idő        | Helyezés   |
| ------------ | ------------------ | ------- | ------- | ------- | ---------- | ------- | ---------- | ---------- |
| Adam Cieślar | Normálsánc + 10 km | 90,5    | 104,1   | 42.     | +1:50      | 25:18,7 | 27:08,7    | 39.        |
| Adam Cieślar | Nagysánc + 10 km   | 122,0   | 97,8    | 32.     | +2:05      | 24:10,8 | 26:15,8    | 37.        |

## Gyorskorcsolya
Férfi
| Versenyző              | Versenyszám | 1. futam | 1. futam | 2. futam | 2. futam | Eredmény | Helyezés |
| Versenyző              | Versenyszám | Idő      | Hely.    | Idő      | Hely.    | Eredmény | Helyezés |
| ---------------------- | ----------- | -------- | -------- | -------- | -------- | -------- | -------- |
| Artur Nogal            | 500 m       | 35,83    | 38.      | 35,66    | 33.      | 71,49    | 36.      |
| Artur Waś              | 500 m       | 35,01    | 8.       | 35,19    | 12.      | 70,20    | 9.       |
| Konrad Niedzwiedzki    | 1000 m      |          |          |          |          | 1:09,76  | 16.      |
| Konrad Niedzwiedzki    | 1500 m      |          |          |          |          | 1:47,77  | 20.      |
| Zbigniew Bródka        | 1000 m      |          |          |          |          | 1:09,66  | 14.      |
| Zbigniew Bródka        | 1500 m      |          |          |          |          | 1:45,006 |          |
| Jan Szymański          | 1500 m      |          |          |          |          | 1:46,86  | 15.      |
| Jan Szymański          | 5000 m      |          |          |          |          | 6:26,35  | 13.      |
| Sebastian Druszkiewicz | 5000 m      |          |          |          |          | 6:37,16  | 23.      |
| Sebastian Druszkiewicz | 10 000 m    |          |          |          |          | 13:45,31 | 14.      |

Női
| Versenyző                | Versenyszám | Eredmény | Helyezés |
| ------------------------ | ----------- | -------- | -------- |
| Katarzyna Bachleda-Curuś | 1500 m      | 1:57,18  | 6.       |
| Katarzyna Bachleda-Curuś | 3000 m      | kizárták | kizárták |
| Katarzyna Wozniak        | 5000 m      | 7:28,53  | 15.      |
| Natalia Czerwonka        | 1000 m      | 1:17,933 | 23.      |
| Natalia Czerwonka        | 1500 m      | 1:58,46  | 15.      |
| Natalia Czerwonka        | 3000 m      | 4:13,26  | 16.      |
| Luiza Złotkowska         | 1000 m      | 1:18,38  | 29.      |
| Luiza Złotkowska         | 1500 m      | 1:58,18  | 11.      |
| Luiza Złotkowska         | 3000 m      | 4:14,19  | 18.      |

Csapatverseny
| Versenyző                                                                     | Versenyszám | Negyeddöntő                                                                        | Negyeddöntő | Elődöntő                                                                       | Elődöntő  | Döntő | Döntő                                                                      | Döntő     | Helyezés |
| Versenyző                                                                     | Versenyszám | Ellenfél Idő                                                                       | Saját idő   | Ellenfél Idő                                                                   | Saját idő | Típus | Ellenfél Idő                                                               | Saját idő | Helyezés |
| ----------------------------------------------------------------------------- | ----------- | ---------------------------------------------------------------------------------- | ----------- | ------------------------------------------------------------------------------ | --------- | ----- | -------------------------------------------------------------------------- | --------- | -------- |
| Zbigniew Bródka Konrad Niedzwiedzki Jan Szymański                             | Férfi       | Norvégia (NOR) · Håvard Bøkko · Håvard Lorentzen · Sverre Lunde Pedersen · 3:43,19 | 3:42,78     | Hollandia (NED) · Jan Blokhuijsen · Sven Kramer · Koen Verweij · 3:40,79       | 3:52,08   | A     | Kanada (CAN) · Mathieu Giroux · Lucas Makowsky · Denny Morrison · 3:44,27  | 3:41,94   |          |
| Katarzyna Bachleda-Curuś Natalia Czerwonka Luiza Złotkowska Katarzyna Woźniak | Női         | Norvégia (NOR) · Hege Bøkko · Mari Hemmer · Ida Njåtun · 3:05,13                   | 3:02,12     | Oroszország (RUS) · Olga Graf · Jekatyerina Sihova · Julija Szkokova · 3:02,09 | 3:00,60   | A     | Hollandia (NED) · Marrit Leenstra · Jorien ter Mors · Ireen Wüst · 2:58,05 | 3:05,55   |          |

## Rövidpályás gyorskorcsolya
Női
| Versenyző            | Versenyszám | Előfutam | Előfutam | Negyeddöntő | Negyeddöntő | Elődöntő | Elődöntő | B döntő | B döntő | Döntő   | Döntő   | Helyezés |
| Versenyző            | Versenyszám | Idő      | Hely.    | Idő         | Hely.       | Idő      | Hely.    | Idő     | Hely.   | Idő     | Hely.   | Helyezés |
| -------------------- | ----------- | -------- | -------- | ----------- | ----------- | -------- | -------- | ------- | ------- | ------- | ------- | -------- |
| Patrycja Maliszewska | 500 m       | 44.154   | 3.       | kiesett     | kiesett     | kiesett  | kiesett  | kiesett | kiesett | kiesett | kiesett | 18.      |
| Patrycja Maliszewska | 1000 m      | 1:32,975 | 2.       | 1:32,376    | 4.          | kiesett  | kiesett  | kiesett | kiesett | kiesett | kiesett | 14.      |

## Síakrobatika
Krossz
| Versenyző                 | Versenyszám | Selejtező | Selejtező | Nyolcaddöntő | Negyeddöntő        | Elődöntő | Döntő    | Helyezés |
| Versenyző                 | Versenyszám | Idő       | Hely.     | Helyezés     | Helyezés           | Helyezés | Helyezés | Helyezés |
| ------------------------- | ----------- | --------- | --------- | ------------ | ------------------ | -------- | -------- | -------- |
| Karolina Riemen-Żerebecka | Női         | 1:24,86   | 18.       | 2.           | 4. (nem ért célba) | kiesett  | kiesett  | 15.      |

## Sífutás
Férfi
| Versenyző                                                    | Versenyszám     | Selejtező | Selejtező | Negyeddöntő | Negyeddöntő | Elődöntő | Elődöntő | Döntő     | Döntő    |
| Versenyző                                                    | Versenyszám     | Idő       | Hely.     | Idő         | Hely.       | Idő      | Hely.    | Idő       | Helyezés |
| ------------------------------------------------------------ | --------------- | --------- | --------- | ----------- | ----------- | -------- | -------- | --------- | -------- |
| Maciej Kreczmer                                              | 15 km           |           |           |             |             |          |          | 40:58,7   | 29.      |
| Maciej Kreczmer                                              | 30 km           |           |           |             |             |          |          | 1:11:47,6 | 39.      |
| Jan Antolec                                                  | 30 km           |           |           |             |             |          |          | 1:18:18,8 | 64.      |
| Pawel Klisz                                                  | 15 km           |           |           |             |             |          |          | 43:51,6   | 64.      |
| Pawel Klisz                                                  | 30 km           |           |           |             |             |          |          | 1:17:18,5 | 61.      |
| Sebastian Gazurek                                            | 15 km           |           |           |             |             |          |          | 43:06,7   | 55.      |
| Sebastian Gazurek                                            | Sprint          | 3:46,12   | 57.       | kiesett     | kiesett     | kiesett  | kiesett  | kiesett   | 57.      |
| Maciej Staręga                                               | 15 km           |           |           |             |             |          |          | 44:07,1   | 66.      |
| Maciej Staręga                                               | Sprint          | 3:51,84   | 67.       | kiesett     | kiesett     | kiesett  | kiesett  | kiesett   | 67.      |
| Maciej Kreczmer Maciej Staręga                               | Csapatsprint    |           |           |             |             | 23:53,09 | 8.       | kiesett   | 12.      |
| Maciej Kreczmer Sebastian Gazurek Maciej Starega Jan Antolec | 4 × 10 km váltó |           |           |             |             |          |          | 1:35:46,5 | 15.      |

Női
| Versenyző                                                              | Versenyszám    | Selejtező | Selejtező | Negyeddöntő | Negyeddöntő | Elődöntő | Elődöntő | Döntő         | Döntő         |
| Versenyző                                                              | Versenyszám    | Idő       | Hely.     | Idő         | Hely.       | Idő      | Hely.    | Idő           | Helyezés      |
| ---------------------------------------------------------------------- | -------------- | --------- | --------- | ----------- | ----------- | -------- | -------- | ------------- | ------------- |
| Justyna Kowalczyk                                                      | 10 km          |           |           |             |             |          |          | 28:17,8       |               |
| Justyna Kowalczyk                                                      | 15 km          |           |           |             |             |          |          | 39:29,7       | 6.            |
| Justyna Kowalczyk                                                      | 30 km          |           |           |             |             |          |          | nem ért célba | nem ért célba |
| Kornelia Kubińska                                                      | 10 km          |           |           |             |             |          |          | 30:43,5       | 26.           |
| Kornelia Kubińska                                                      | 15 km          |           |           |             |             |          |          | 41:19,4       | 34.           |
| Kornelia Kubińska                                                      | 30 km          |           |           |             |             |          |          | 1:19:57,7     | 43.           |
| Paulina Maciuszek                                                      | 10 km          |           |           |             |             |          |          | 31:25,8       | 39.           |
| Paulina Maciuszek                                                      | 15 km          |           |           |             |             |          |          | 41:00,6       | 29.           |
| Paulina Maciuszek                                                      | 30 km          |           |           |             |             |          |          | 1:18:44,7     | 41.           |
| Agnieszka Szymanczak                                                   | 15 km          |           |           |             |             |          |          | 42:22,3       | 45.           |
| Agnieszka Szymanczak                                                   | Sprint         | 2:43,06   | 41.       | kiesett     | kiesett     | kiesett  | kiesett  | kiesett       | 41.           |
| Sylwia Jaśkowiec                                                       | Sprint         | 3:01,21   | 63.       | kiesett     | kiesett     | kiesett  | kiesett  | kiesett       | 63.           |
| Sylwia Jaśkowiec                                                       | 30 km          |           |           |             |             |          |          | 1:15:47,6     | 33.           |
| Sylwia Jaśkowiec Justyna Kowalczyk                                     | Csapatsprint   |           |           |             |             | 16:49,43 | 2.       | 16:35,54      | 5.            |
| Kornelia Kubińska Justyna Kowalczyk Sylwia Jaśkowiec Paulina Maciuszek | 4 × 5 km váltó |           |           |             |             |          |          | 54:38,9       | 7.            |

## Síugrás
Férfi
| Versenyző                                    | Versenyszám | Selejtező | Selejtező | Selejtező | 1. ugrás | 1. ugrás | 1. ugrás | 2. ugrás | 2. ugrás | 2. ugrás | Összesítés | Összesítés |
| Versenyző                                    | Versenyszám | Táv       | Pont      | Hely.     | Táv      | Pont     | Hely.    | Táv      | Pont     | Hely.    | Pont       | Helyezés   |
| -------------------------------------------- | ----------- | --------- | --------- | --------- | -------- | -------- | -------- | -------- | -------- | -------- | ---------- | ---------- |
| Maciej Kot                                   | Normálsánc  | 98,5      | 123,7     | 5.        | 101,5    | 131,6    | 7.       | 98,5     | 124,2    | 14.      | 255,8      | 7.         |
| Maciej Kot                                   | Nagysánc    | 126,0     | 115,4     | 9.        | 126,0    | 125,4    | 12.      | 123,5    | 125,0    | 12.      | 250,4      | 12.        |
| Kamil Stoch                                  | Normálsánc  | kiemelt   | kiemelt   | kiemelt   | 105,5    | 142,0    | 1.       | 103,5    | 134,7    | 1.       | 276,7      |            |
| Kamil Stoch                                  | Nagysánc    | kiemelt   | kiemelt   | kiemelt   | 139,0    | 143,4    | 1.       | 132,5    | 135,3    | 4.       | 278,7      |            |
| Jan Ziobro                                   | Normálsánc  | 95,0      | 113,2     | 22.       | 101,0    | 130,6    | 9.       | 99,0     | 121,8    | 17.      | 252,4      | 13.        |
| Jan Ziobro                                   | Nagysánc    | 123,0     | 109,0     | 13.       | 128,5    | 122,1    | 16.      | 129,5    | 124,5    | 13.      | 246,6      | 15.        |
| Dawid Kubacki                                | Normálsánc  | 95,5      | 115,7     | 13.       | 97,5     | 118,3    | 31.      | kiesett  | kiesett  | kiesett  | kiesett    | kiesett    |
| Piotr Żyła                                   | Nagysánc    | 118,0     | 101,3     | 27.       | 118,0    | 108,7    | 34.      | kiesett  | kiesett  | kiesett  | kiesett    | kiesett    |
| Maciej Kot Piotr Żyła Jan Ziobro Kamil Stoch | Csapat      |           |           |           | 513,5    | 489,2    | 4.       | 529,0    | 522,6    | 1.       | 1011,8     | 4.         |

## Snowboard
Parallel
| Versenyző          | Versenyszám               | Selejtező | Selejtező   | Nyolcaddöntő      | Negyeddöntő       | Elődöntő          | Döntő             | Helyezés    |
| Versenyző          | Versenyszám               | Idő       | Hely.       | Ellenfél Eredmény | Ellenfél Eredmény | Ellenfél Eredmény | Ellenfél Eredmény | Helyezés    |
| ------------------ | ------------------------- | --------- | ----------- | ----------------- | ----------------- | ----------------- | ----------------- | ----------- |
| Aleksandra Król    | Női parallel slalom       | 1:07,42   | 30.         | kiesett           | kiesett           | kiesett           | kiesett           | 30.         |
| Aleksandra Król    | Női parallel giant slalom | kizárták  | helyezetlen | kiesett           | kiesett           | kiesett           | kiesett           | helyezetlen |
| Karolina Sztokfisz | Női parallel slalom       | 1:06,01   | 25.         | kiesett           | kiesett           | kiesett           | kiesett           | 25.         |
| Karolina Sztokfisz | Női parallel giant slalom | 2:08,40   | 28.         | kiesett           | kiesett           | kiesett           | kiesett           | 28.         |

Akrobatika
| Versenyző      | Versenyszám    | Selejtező | Selejtező | Selejtező | Elődöntő | Elődöntő | Elődöntő | Döntő    | Döntő    | Helyezés |
| Versenyző      | Versenyszám    | 1. futam  | 2. futam  | Hely.     | 1. futam | 2. futam | Hely.    | 1. futam | 2. futam | Helyezés |
| -------------- | -------------- | --------- | --------- | --------- | -------- | -------- | -------- | -------- | -------- | -------- |
| Michał Ligocki | Férfi halfpipe | 4,50      | 55,00     | 16.       | kiesett  | kiesett  | kiesett  | kiesett  | kiesett  | 31.      |
| Joanna Zając   | Női halfpipe   | 47,75     | 39,75     | 11.       | kiesett  | kiesett  | kiesett  | kiesett  | kiesett  | 22.      |

Snowboard cross
| Versenyző       | Versenyszám | Selejtező | Selejtező | Nyolcaddöntő | Negyeddöntő | Elődöntő | Döntő    | Helyezés |
| Versenyző       | Versenyszám | Idő       | Hely.     | Helyezés     | Helyezés    | Helyezés | Helyezés | Helyezés |
| --------------- | ----------- | --------- | --------- | ------------ | ----------- | -------- | -------- | -------- |
| Maciej Jodko    | Férfi       | törölve   | törölve   | 4.           | kiesett     | kiesett  | kiesett  | 25.      |
| Mateusz Ligocki | Férfi       | törölve   | törölve   | 5.           | kiesett     | kiesett  | kiesett  | 33.      |

## Szánkó
| Versenyző                                                         | Versenyszám  | 1. futam | 1. futam | 2. futam | 2. futam | 3. futam | 3. futam | 4. futam | 4. futam | Összesítés | Összesítés |
| Versenyző                                                         | Versenyszám  | Idő      | Hely.    | Idő      | Hely.    | Idő      | Hely.    | Idő      | Hely.    | Idő        | Helyezés   |
| ----------------------------------------------------------------- | ------------ | -------- | -------- | -------- | -------- | -------- | -------- | -------- | -------- | ---------- | ---------- |
| Maciej Kurowski                                                   | Férfi egyes  | 53,234   | 25.      | 52,988   | 24.      | 52,637   | 23.      | 52,538   | 20.      | 3:31,397   | 23.        |
| Karol Mikrut Patryk Poręba                                        | Kettes       | 51,01    | 17.      | 51,17    | 15.      |          |          |          |          | 1:42,180   | 15.        |
| Natalia Wojtusciszyn                                              | Női egyes    | 51,138   | 16.      | 51,168   | 22.      | 51,141   | 19.      | 51,199   | 18.      | 3:24,646   | 16.        |
| Ewa Kuls                                                          | Női egyes    | 51,362   | 22.      | 51,031   | 18.      | 51,424   | 21.      | 51,550   | 22.      | 3:25,367   | 21.        |
| Natalia Wojtuściszyn Maciej Kurowski Patryk Poręba / Karol Mikrut | Vegyes váltó |          |          |          |          |          |          |          |          | 2:49,753   | 8.         |